# 1612er Zwicklbier
1612er Zwicklbier je pivo vyráběné německým pivovarem Hofbräuhaus Traunstein, prvně uvařené v roce 1612.

## Historie
Pivo 1612er Zwicklbier je vyráběno z chmele, který si pivovar sám vlastně pěstuje na farmě v Hallertau. Začalo se vařit souběžně s otevřením pivovaru, který založil vévoda Maxmilian I. Jedná se o nefiltrované pivo čepované ze sudu nebo tanku a k dostání je pouze v pivovarské restauraci a nebo v pivnicích, nabízejících nejlepší podmínky pro dozrávání.
Pivo je oblíbené zejména v Bavorsku.
Obsahuje 5,3 % alkoholu, ideální teplotou konzumace je 7-8 °C.